# CMAS
Confédération Mondiale des Activités Subaquatiques (CMAS) (Svetovna podvodna federacija) je mednarodna krovna organizacija, ki združuje več potapljaških organizacij in zvez z vseh celin. CMAS je bila ustanovljena 10. januarja 1959 v Monaku.

## Kvalifikacije in certifikati
CMAS ocenjuje potapljače in inštruktorje s sistemom zvezdic.
certifikati potapljanja z dihalko
- 1 zvezdica - potapljač z dihalko
- 2 zvezdica - potapljač z dihalko
- 3 zvezdica - potapljač z dihalko

potapljaški certifikati
- 1 zvezdica - začetna stopnja
- 2 zvezdica - nadaljevalna stopnja
- 3 zvezdica - voditelj potapljanja
- 4 zvezdica - asistent inštruktorja

inštruktorski certifikati
- 1 zvezdica - inštruktor odprtih voda
- 2 zvezdica - višji inštruktor
- 3 zvezdica - inštruktor trener
- Nitrox inštruktor
- potrjen Nitrox inštruktor
- foto inštruktor I. stopnje
- jamski potapljač inštruktor II. stopnje
- inštruktor morskih znanosti I. stopnje
- Apnea inštruktor
- inštruktor prve pomoči in reanimacije

specialistični certifikati
- osnovni Nitrox potapljač
- napredni Nitrox potapljač
- nočno potapljanje
- iskanje in dvigovanje
- fotograf III. stopnje
- jamski potapljač II. stopnje
- morske znanosti I. stopnje
- potapljač reševalec

Apnea
- Apnea I. stopnje
- Apnea II. stopnje
- Apnea III. stopnje

## Šport
CMAS organizira sledeče športe:
- Podvodni ragbi
- Podvodni hokej
- Plavanje s plavutkami
- Podvodno fotografiranje
- Podvodni ribolov s harpuno
- Podvodno streljanje v tarče
- Potapljanje na dah (Apnea)